# Ctenichneumon gracilis
Ctenichneumon gracilis är en stekelart som först beskrevs av Carl Gustav Alexander Brischke 1878.  Ctenichneumon gracilis ingår i släktet Ctenichneumon och familjen brokparasitsteklar. Inga underarter finns listade i Catalogue of Life.